# Anthonyville
Anthonyville est une municipalité américaine située dans le comté de Crittenden en Arkansas.
Selon le recensement de 2010 Anthonyville compte 161 habitants, à 90 % afro-américains. La municipalité s'étend sur 0,11 mille carré (0,28 km2).
À la fin de la Seconde Guerre mondiale, le gouvernement américain vend des terres qui servaient alors de camp de prisonniers de guerre. Parmi les acquéreurs figurent Luke Sears Anthony Sr. et son fils M. L. qui ouvrent une entreprise funéraire sur la U.S. Route 79. En 1999, la localité devient une municipalité et prend le nom d'Anthonyville en l'honneur de Solon Anthony, qui gère l'entreprise familiale et est parallèlement principal d'une école.

## Démographie
| 2000 | 2010 | - | - | - | - |
| ---- | ---- | - | - | - | - |
| 250  | 161  | - | - | - | - |